# Vīzheh
Vīzheh (persiska: ویژه) är en ort i Iran.   Den ligger i provinsen Kermanshah, i den nordvästra delen av landet, 400 km väster om huvudstaden Teheran. Vīzheh ligger 1 639 meter över havet och antalet invånare är 150.
Terrängen runt Vīzheh är kuperad. Runt Vīzheh är det ganska tätbefolkat, med 129 invånare per kvadratkilometer. Närmaste större samhälle är Mūchesh, 16,7 km norr om Vīzheh. Trakten runt Vīzheh består i huvudsak av gräsmarker.